# Giusvalla
Giusvalla är en ort och kommun i provinsen Savona i regionen Ligurien i Italien. Kommunen hade 432 invånare (2018).